# Axısxa
Axısxa è un comune dell'Azerbaigian situato nel distretto di Sabirabad. Conta una popolazione di 1 373 abitanti.